# Пальчатокоренник мясо-красный
Пальчатоко́ренник мя́со-кра́сный (лат. Dactylorhíza incarnáta) — вид травянистых растений из рода Пальчатокоренник (Dactylorhiza) семейства Орхидные (Orchidaceae).
Широко распространённое евроазиатское растение, в России встречающееся в большинстве районов Европейской части в Сибири и Предкавказье. Произрастает на сырых заболоченных лугах, часто массово.

## Название
До середины XX века Пальчатокоренник мясо-красный был широко известен как Orchis latifolia (ятрышник широколистный). Среди обиходных или диалектных народных названий известнее всего — кукушкины слёзки, хотя под таким именем мог иметься в виду большой набор красивоцветущих растений, в основном орхидей. Ещё одно общее народное название, под которым пальчатокоренник был известен, в основном, на юге России и в Малороссии — это любка, несмотря даже на то, что одновременно под таким научным и обиходным именем гораздо чаще упоминается таксон из семейства орхидных (Любка или Platanthera), совсем не похожий на ятрышники.

## Ботаническое описание
Многолетнее растение с приплюснутыми 2—4-раздельными клубнями, высотой 25—55 см.
Листья в числе 4—6 по всей длине стебля, (8)15—20(30) см длиной, направлены вверх, ланцетные или узколанцетные, сужающиеся к верхушке, на конце башлычкообразно стянутые, зелёные, лишённые пятен.
Цветки собраны в густой колос, с ланцетными прицветниками (самые верхние выступают над соцветием, образуя хохолок), по краям и средней жилке часто пурпуровыми, лилово-розовые или тёмно-красные. Листочки околоцветника отогнуты назад. Губа 5—8 мм длиной, обратнояйцевидная или ромбовидная, обычно очень неясно трёхлопастная, с более тёмным рисунком. Шпорец 6—9 мм длиной, короче завязи.
Dactylorhiza cruenta (O.F.Müll.) Soó, 1962 — Пальчатокоренник кровавый — один из наиболее близких видов, часто считающийся разновидностью пальчатокоренника мясо-красного. Отличается более широкими (широколанцетными) листьями с пурпурными пятнами, фиолетово-пурпуровыми цветками с обычно цельной губой и шпорцем, превышающим по длине завязь.

## Распространение
Встречается по сырым лугам, лесным полянам, заболоченным зарослям кустарников, нередко на верховых болотах среди сфагнума.
Широко распространённый в Европе вид, также представленный на Кавказе, в Иране, в Монголии, в северо-западных частях Китая.

## В культуре
В условиях Москвы и Тверской области (Андреапольский район) вид цвёл и завязывал семена не ежегодно. Процент плодообразования не превышал 50 %. При выращивании в контейнере у Dactylorhiza incarnata было отмечено вегетативное размножение, что является крайне редким явлением для тубероидных видов и чаще встречается лишь в популяциях на границах ареалов. Эксперимент по искусственному размножению и репатриации в природные местообитания данного вида, проведённый в Нижегородской области, показал успешную приживаемость высаженных особей.

## Таксономия

### Синонимы
- Dactylorchis incarnata (L.) Verm., 1947
- Dactylorhiza strictifolia (Opiz) Rauschert, 1965
- Orchis incarnata L., 1755basionym
- Orchis latifolia L., 1753, ex parte, nom. rej.
- Orchis latifolia subsp. incarnata (L.) Hook.f., 1871
- Orchis latifolia var. incarnata (L.) Coss. & Germ., 1861
- Orchis sambucina sensu auct.
- Orchis strictifolia Opiz, 1825

### Гибриды
- [Dactylorhiza incarnata (L.) Soó, 1962 × Dactylorhiza cruenta (O.F.Müll.) Soó, 1962] = Dactylorhiza ×krylowii (Soó) Soó, 1962
- [Dactylorhiza incarnata (L.) Soó, 1962 × Dactylorhiza elodes (Griseb.) Aver., 1982] = Dactylorhiza ×carnea (E.G.Camus) Soó, 1962
- [Dactylorhiza incarnata (L.) Soó, 1962 × Dactylorhiza fuchsii (Druce) Soó, 1962] = Dactylorhiza ×kerneriorum (Soó) Soó, 1962
- [Dactylorhiza incarnata (L.) Soó, 1962 × Dactylorhiza longifolia (Neuman) Aver., 1984] = Dactylorhiza ×ishorica Aver., 1986
- [Dactylorhiza incarnata (L.) Soó, 1962 × Dactylorhiza russowii (Klinge) Holub, 1964] = Dactylorhiza ×lehmannii (Klinge) Soó, 1962
- [Dactylorhiza incarnata (L.) Soó, 1962 × Dactylorhiza schurii (Klinge) Aver., 1984] = Dactylorhiza ×claudiopolitana (Simonk.) Borsos & Soó, 1961